# Teervlekkenzwam
De teervlekkenzwam (Ischnoderma benzoinum) is een schimmel behorend tot de familie Fomitopsidaceae. Hij leeft saprotroof op stammen en stronken van naaldbomen. Met name dikker hout, zoals stronken, overhangende takken of op de grond liggend hout. Hij veroorzaakt witrot.

## Kenmerken

### Uiterlijke kenmerken
Vruchtlichaam
Het éénjarig vruchtlichaam in vlak console- tot waaiervormig. De hoed heeft een diameter van 4-20 cm en is 3-15 cm dik. De bovenzijde is concentrisch golvend, radiair gerimpeld, ruw tot viltig, met bruinzwarte zonering en wittige groeirand. De hoed is glad en teerachtig in de zwarte zones. Naarmate de vruchtlichamen ouder worden wordt hij kaal, donkerroodbruin tot zwart met een scherpe, golvende, wittige tot geelbruine rand. De onderzijde is wittig, maar wordt later grauwbruin van kleur. Het vruchtvlees van jonge vruchtlichamen is wittig en wordt later meer kurkachtig en bruin. 
Buisjes
De buisjes zijn 5-8 mm lang en lichtoker van kleur. De poriën zijn 4-6 per mm. Aanvankelijk zijn ze witachtig, daarna steeds donkerder, en bij oudere vruchtlichamen zijn ze bruin. Als je erop drukt, worden ze donkerder.
Geur
De geur is zurig
Sporenprint
De sporenprint is wit.

### Microscopische kenmerken
De sporen zijn cilindrisch, glad, niet-amyloïde, 5–6 x 2–2,5 μm groot. Cystidia ontbreken. Basidia met 4 sporen, afmetingen 10-15 x 3-4 μm.

## Verwarrende soorten
Hij lijkt op de dennenmoorder (Heterobasidion annosum), maar deze heeft aan de bovenzijde en gladde, harde korst en geen gelige kleur in de buisjeslaag.

## Verspreiding
In Nederland komt de teervlekkenzwam algemeen voor. Hij is niet bedreigd en staat niet op de rode lijst.

## Foto's

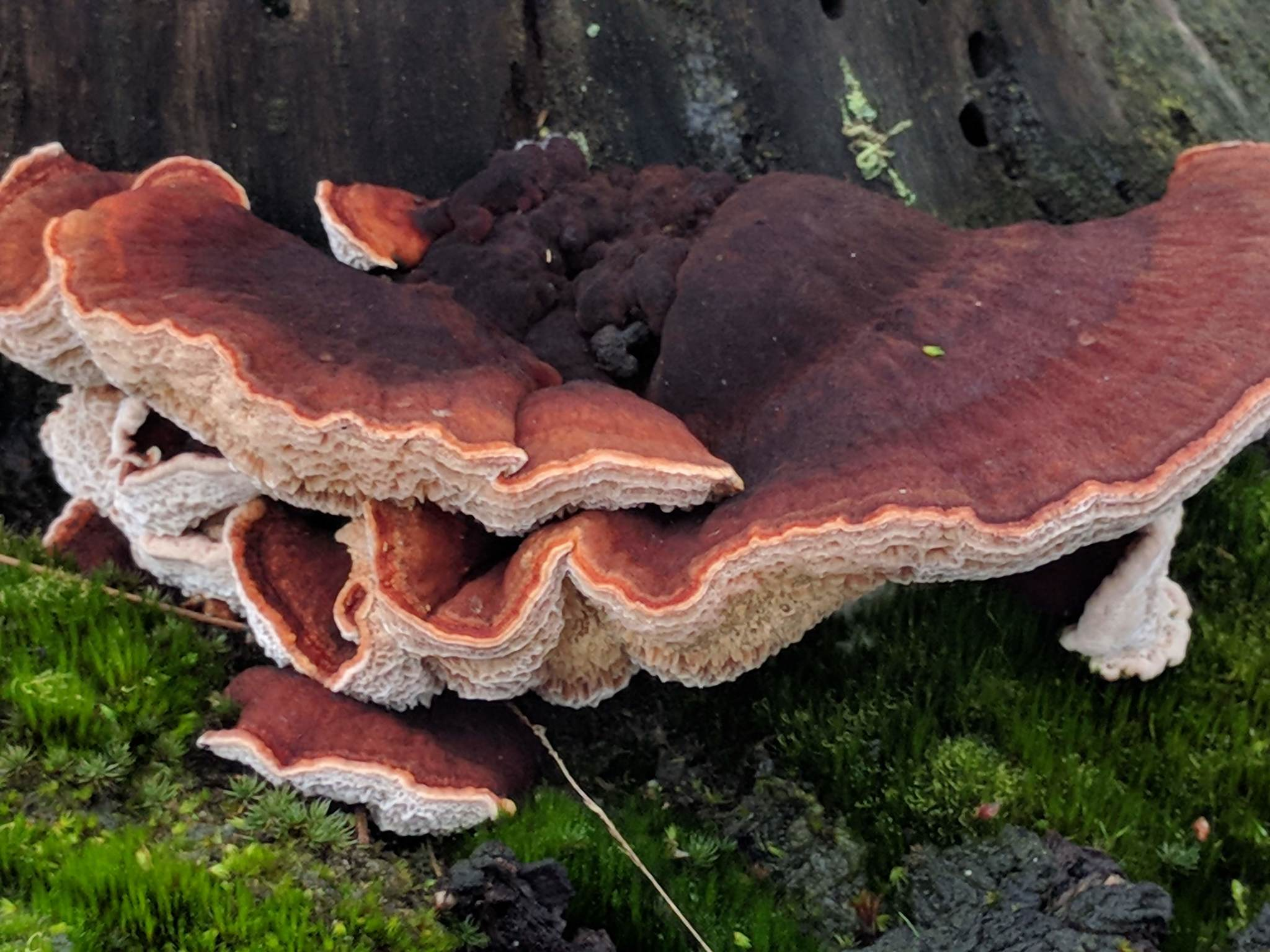
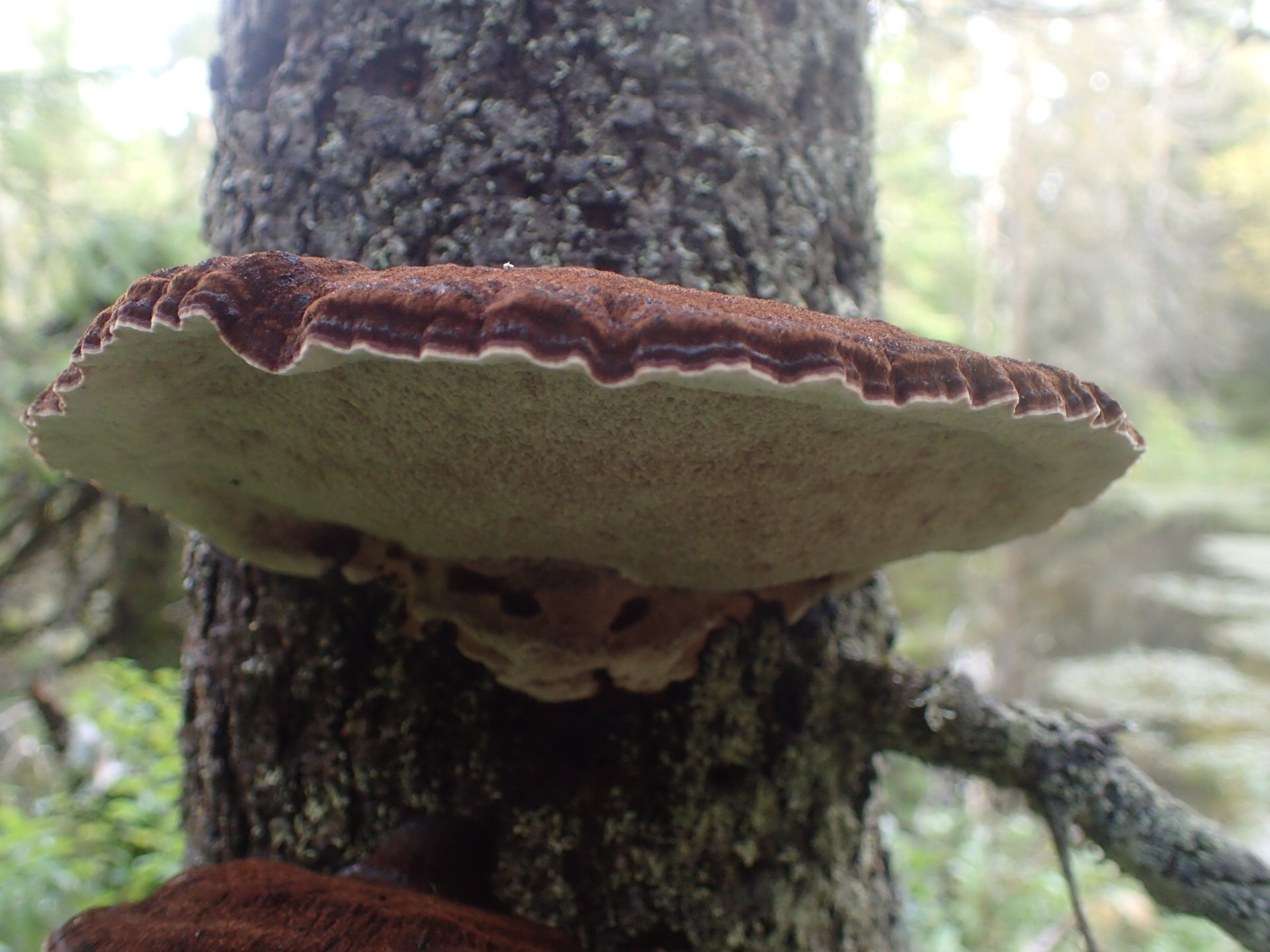
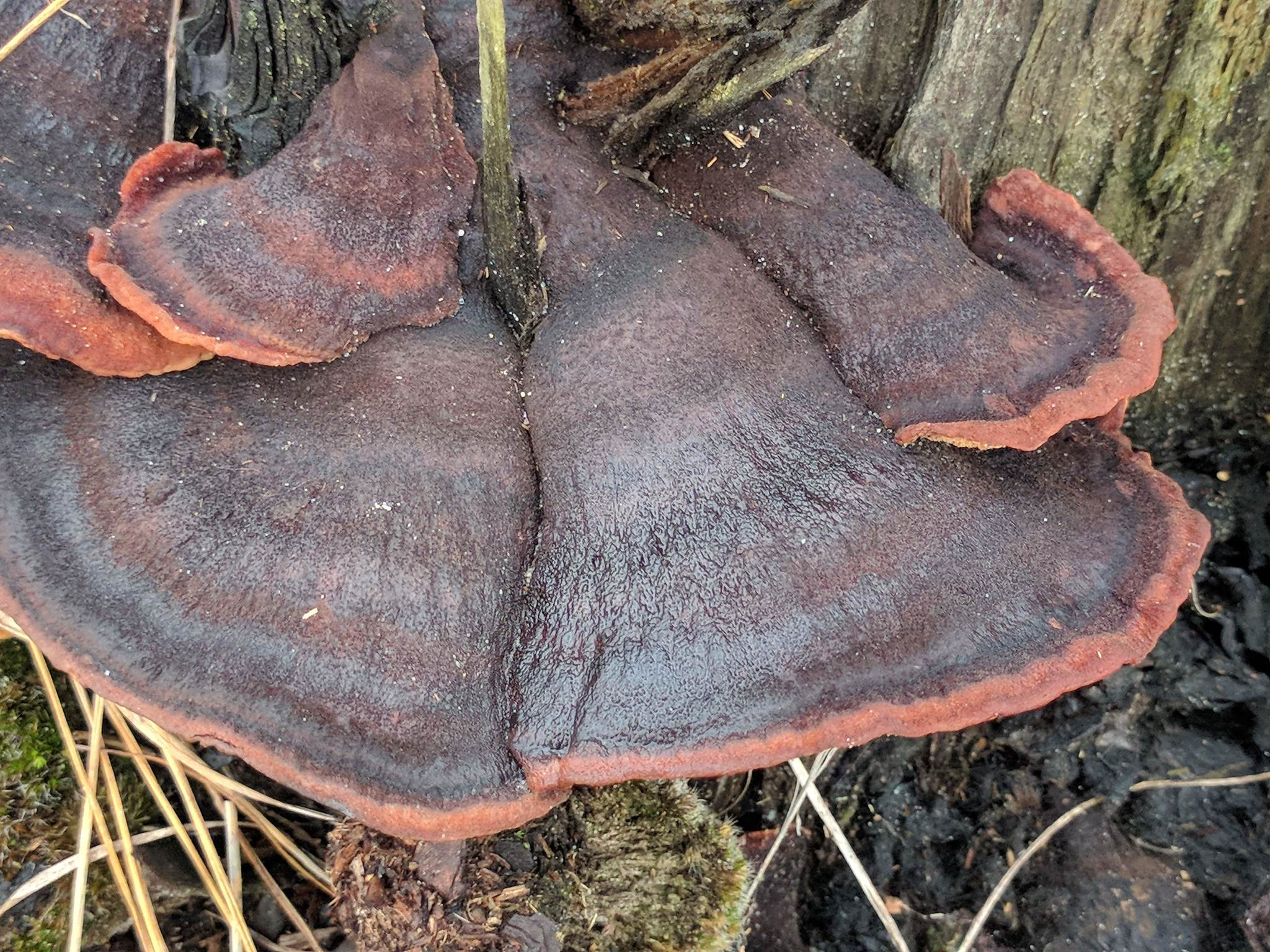
Ouder exemplaar
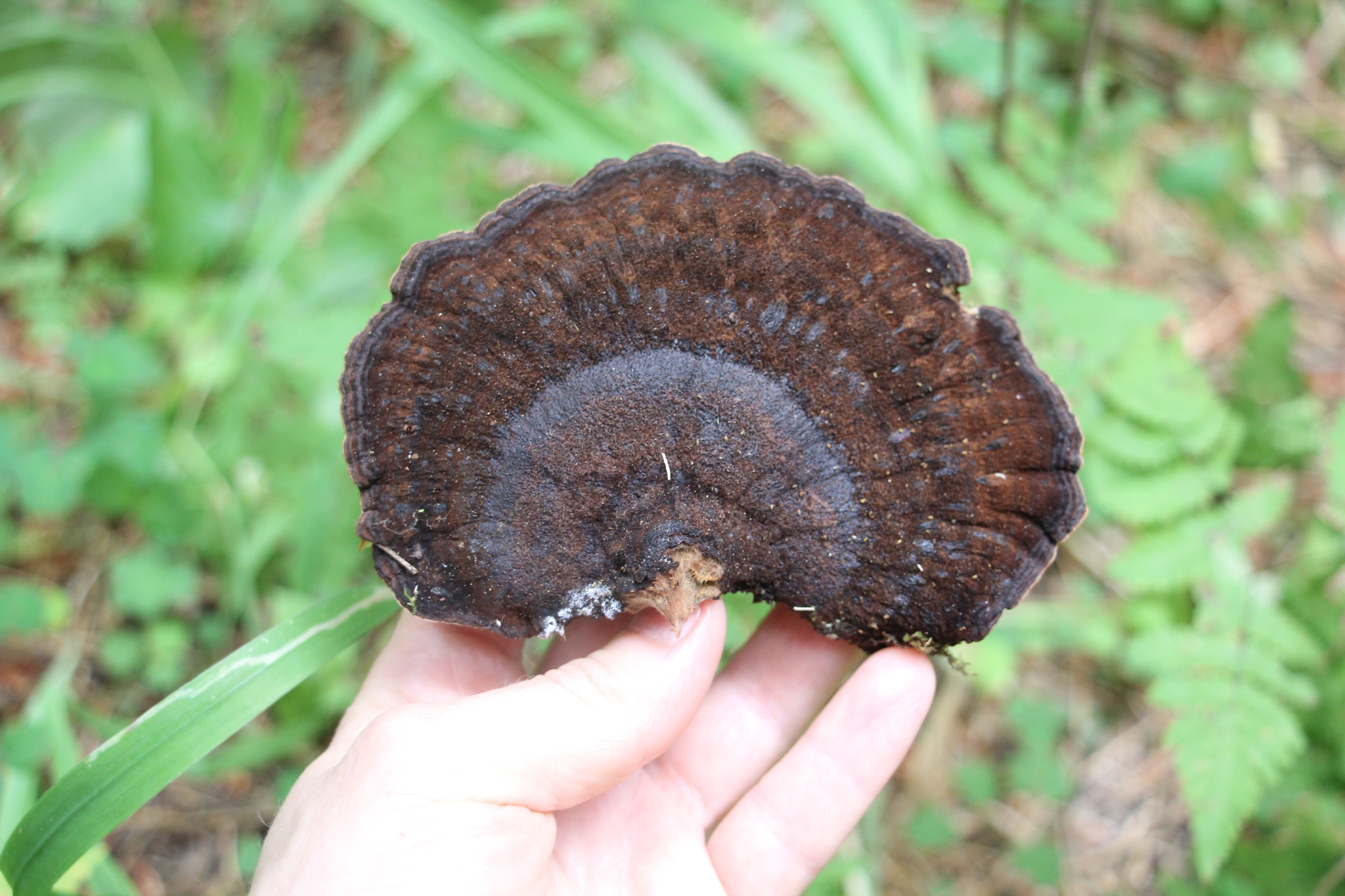
Bovenzijde
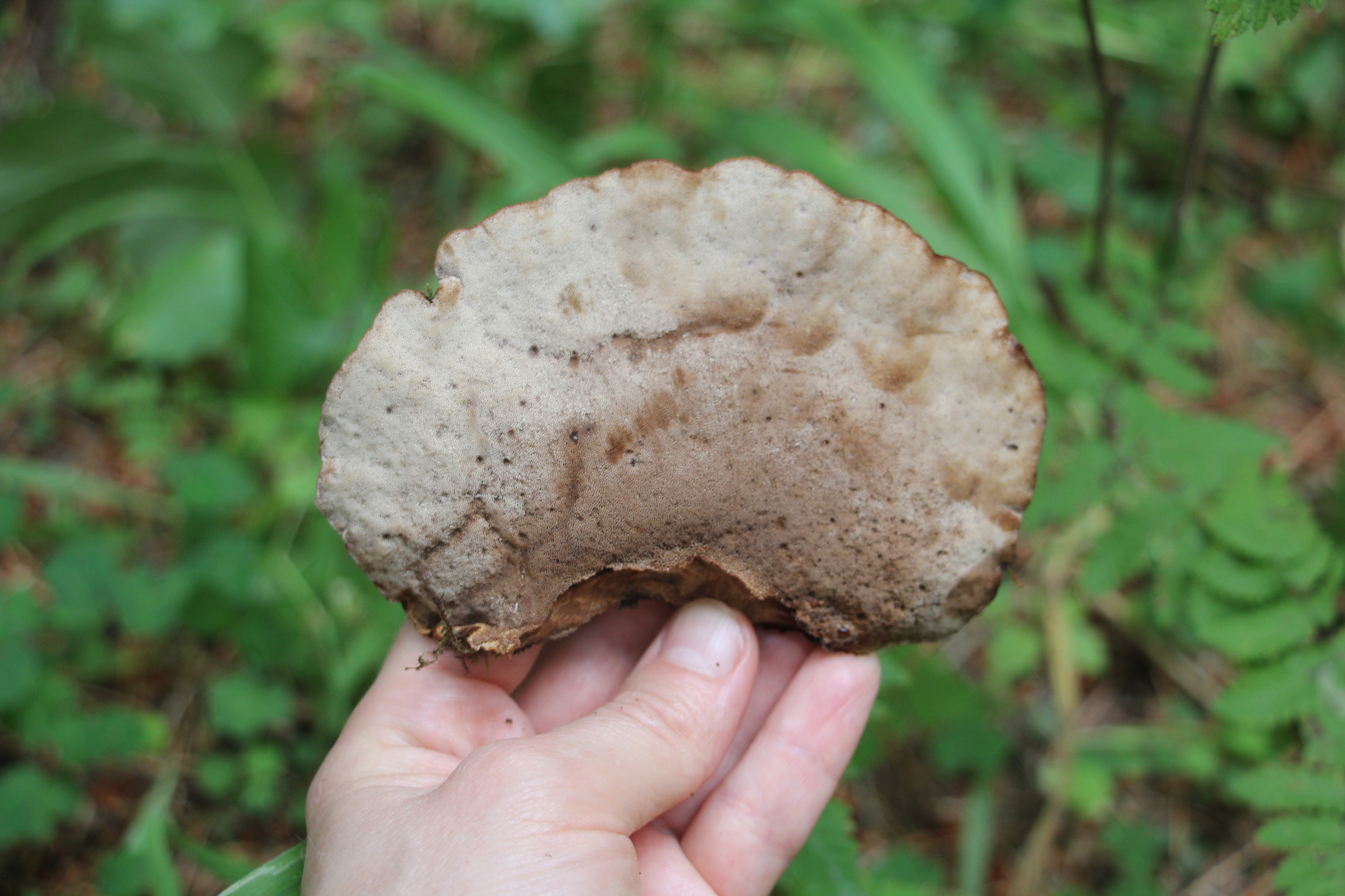
Onderzijde
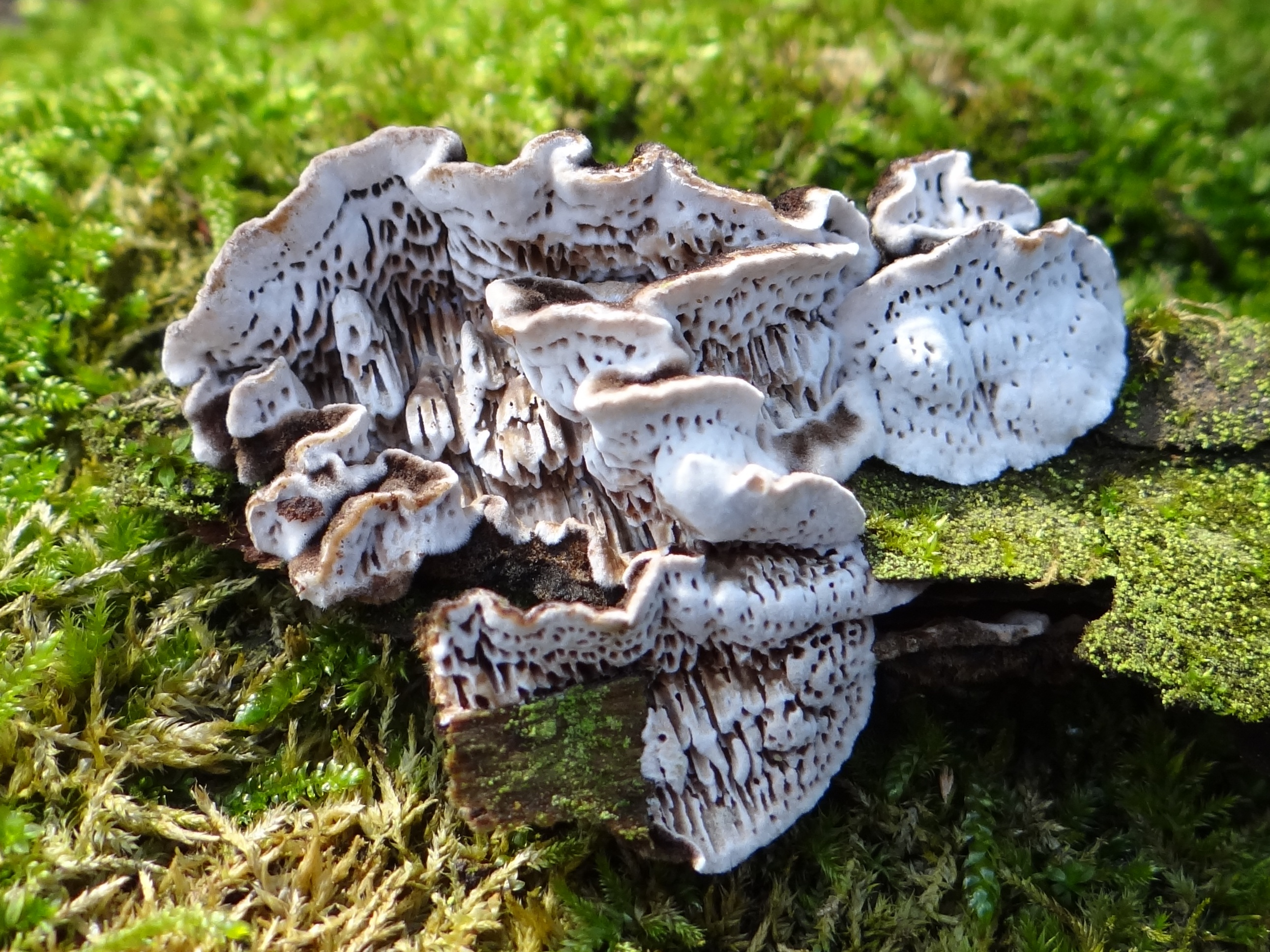